# Solnhofen
Solnhofen település Németországban, azon belül Bajorországban. Lakosainak száma 1741 fő (2023. december 31.). Solnhofen Pappenheim, Langenaltheim, Schernfeld, Mörnsheim és Eichstätt járás községekkel határos.

## Népesség
A település népessége az elmúlt években az alábbi módon változott:
| Lakosok száma | 920  | 1687 | 1756 | 1583 | 1709 | 1693 | 1740 | 1786 | 1761 | 1741 |
|               | 1875 | 1950 | 1975 | 1987 | 2012 | 2014 | 2016 | 2017 | 2021 | 2023 |